# Ilsan-dong, Ulsan
Ilsan-dong (koreanska: 일산동) är en stadsdel i staden Ulsan i den sydöstra delen av Sydkorea, 300 km sydost om huvudstaden Seoul. Den ligger i stadsdistriktet Dong-gu.